# Letestudoxa bella
Letestudoxa bella är en kirimojaväxtart som beskrevs av François Pellegrin. Letestudoxa bella ingår i släktet Letestudoxa och familjen kirimojaväxter. Inga underarter finns listade i Catalogue of Life.